# Cambridge Seven

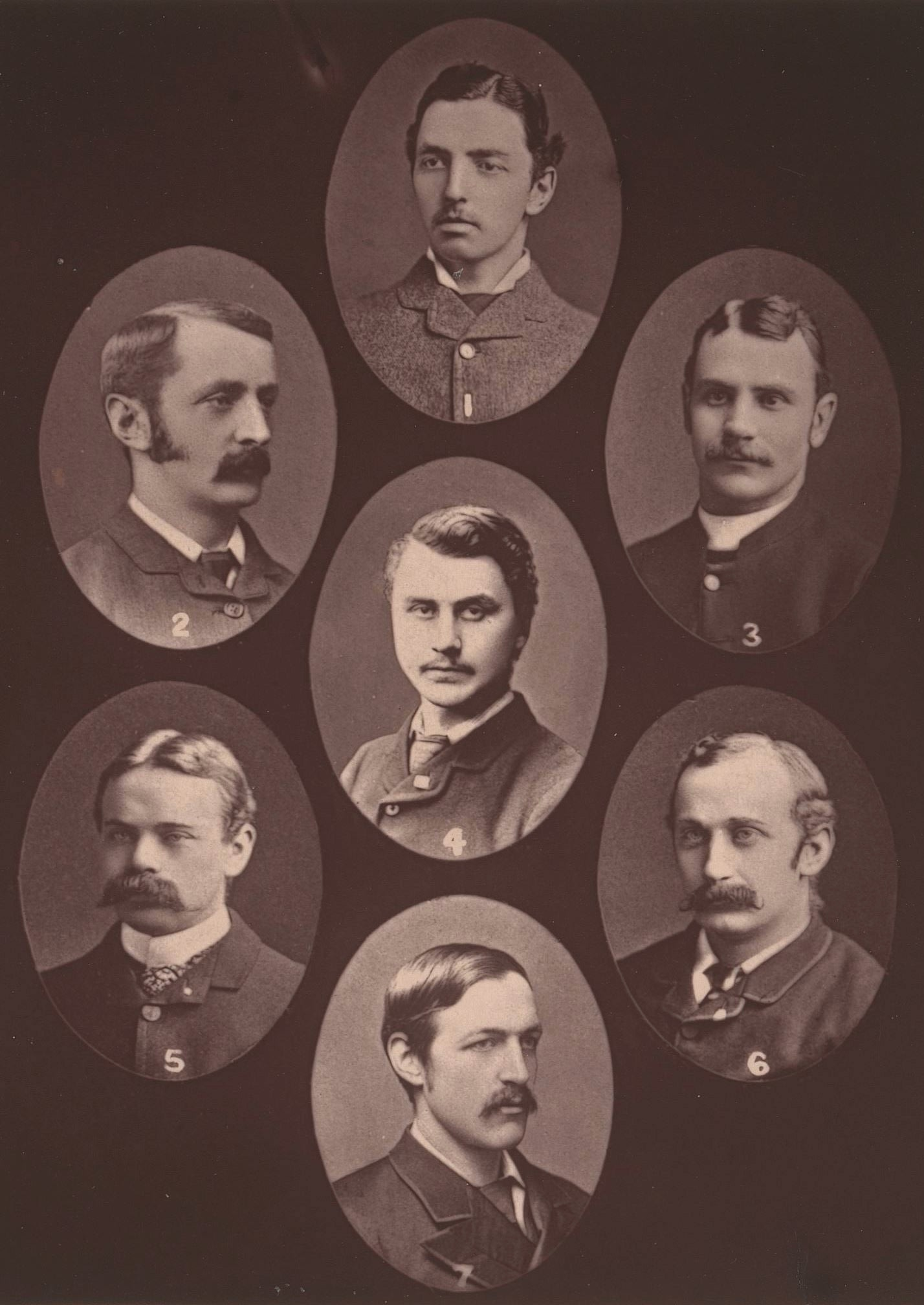
Porträts der Cambridge Seven. 1: Charles Thomas Studd; 2: Dixon Edward Hoste; 3: William Wharton Cassels; 4: Stanley P. Smith; 5: Cecil H. Polhill-Turner; 6: Arthur T. Polhill-Turner; 7: Montagu Harry Proctor Beauchamp.

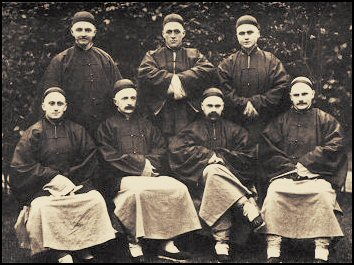
The Cambridge Seven in chinesischer Kleidung – 1885

The Cambridge Seven waren sechs Studenten der University of Cambridge und ein Student der Royal Military Academy, die sich 1885 entschieden und dazu verpflichteten Missionare in China zu werden:
- Charles Thomas Studd
- Montagu Harry Proctor Beauchamp
- Stanley P. Smith
- Arthur T. Polhill-Turner
- Dixon Edward Hoste
- Cecil H. Polhill-Turner
- William Wharton Cassels

## Vorbereitungen in England
Die sieben jungen Männer hatten Bekehrungserlebnisse und waren „wiedergeborene Christen“. Gleichzeitig entwickelten sie die Vorstellung nach China zu gehen und dort ihren Glauben zu verbreiten und den Einheimischen zu helfen. Ausschlaggebend für ihre Verpflichtung war Hudson Taylors Buch „China’s Spiritual Need and Claims“. Nachdem sie von Hudson Taylor bei der China Inland Mission angenommen worden waren, wurde ihre Ausreise nach China auf den Februar 1885 gelegt. Vor ihrer Ausreise veranstalteten die sieben eine Abschiedsreise zu Evangelisationszwecken und zur Werbung für ihre zukünftige Arbeit. Im Verlauf dieser Tour bekamen sie den Spitznamen „The Cambridge Seven“. Die Abschiedstour richtete sich vor allem an Studenten in England und Schottland; selbst Königin Victoria erhielt ein Heftchen mit den Lebenszeugnissen der Sieben. In „The Evangelisation of the World: A Missionary Band“ wurde ihre Abreise beschrieben. Das Buch wurde zum Bestseller und beeinflusste selbst Missionsbestrebungen in Amerika. Dort bildete sich daraufhin Robert Wilders Student Volunteer Movement.
Charles Studds Bruder Kynaston unterstützte die sieben bei ihren Reisevorbereitungen.

## Bedeutung
Die Konversion und das Beispiel der Sieben war eine der großen Gesten der Missionsbestrebungen im  19. Jahrhundert. Die Männer wurden gleichzeitig religiöse Berühmtheiten (celebrities). Ihre Geschichte wurde unter dem Titel „The Evangelisation of the World“ veröffentlicht und an alle YMCA- und YWCA-Gruppen im British Empire und den Vereinigten Staaten verteilt.
Auch wenn sie nur für kurze Zeit zusammenarbeiteten, machte ihre Initiative die China Inland Mission mit einem Schlag allbekannt. Die Geschichte inspirierte viele junge Menschen als Missionare zur CIM und zu anderen Missionsgesellschaften zu gehen. 1885 hatte die CIM 163 Missionare. 1890 hatte sich die Zahl verdoppelt und erreichte bereits 1900 eine Anzahl von 800 – damals ein Drittel aller protestantischen Missionare.

## Weitere Lebenswege
- William Wharton Cassels arbeitete zehn Jahre lang in China, kehrte dann 1895 nach England zurück, wo er zum Bischof einer neuen Diözese in West-China ernannt wurde. Nach seiner Rückkehr nach Sichuan lebte er dort bis zu seinem Tod 1925.[2]
- Stanley Peregrine Smith wurde nach Nord-China entsandt. Er beherrschte Chinesisch auf höchstem Niveau und zeichnete sich als Prediger aus. Er starb in China am 31. Januar 1931.
- Charles Studd, einer der berühmten Studd brothers, damals ein bekannter Cricket-Spieler, der in der berühmten Ashes series gegen Australien gespielt hatte. Er wurde 1894 aufgrund schlechter Gesundheit nach England zurück gesandt. Später arbeitete er in Indien und Afrika und wurde zum Gründer von WEC. Er starb 1931.
- Arthur Polhill-Turner wurde erst 1888 ordiniert. Er engagierte sich vor allem für Menschen auf dem Land und blieb selbst während des Boxeraufstands in China und kehrte erst 1928 nach England zurück, wo er 1935 verstarb.
- Cecil Polhill-Turner, der Bruder von Arthur Polhill-Turner, begab sich bald in den Nordwesten Chinas an die Grenze zu Tibet. Während eines Aufstands 1892 wurde er zusammen mit seiner Frau beinahe getötet. 1900 wurde er aufgrund von gesundheitlichen Problemen nach England zurück gesandt. Man wies ihn an, nicht mehr nach China zurückzukehren. Trotz dieser Anweisungen kehrte er sieben Mal zu langen Missionsreisen nach China zurück. 1908 wurde er in Sunderland der Leiter der Pentecostal Missionary Union und gehörte zu den Vorreitern der Pfingstbewegung in Großbritannien. Er ging 1925 in den Ruhestand und starb 1938.
- Montagu Harry Proctor Beauchamp wurde 1900 aufgrund des Boxeraufstands evakuiert, kehrte aber 1902 nach China zurück. 1911 kehrte er nach England zurück und diente in der British Army als Chaplain. Sein Sohn wurde ebenfalls Missionar in China. 1935 reiste Beauchamp wieder nach China aus, wo er 1939 bei seinem Sohn verstarb.
- Dixon Edward Hoste war der einzige der „Cambridge Seven“, der nicht in Cambridge ausgebildet worden war. Er wurde der Nachfolger von Hudson Taylor als Direktor der China Inland Mission und leitete die Missionsgesellschaft dreißig Jahre lang. Er ging 1935 in den Ruhestand, blieb jedoch bis 1945 in China, als er von Japanern interniert wurde. Er starb in London im Mai 1946. Er war der letzte der Cambridge Seven.

## Werke (Auswahl)
- Charles Thomas Studd: The chocolate soldier. Fort Washington, PA.: Christian Literature Crusade.
- Montagu Harry Proctor Beauchamp: C.T. Studd, 1862-1931. (Aufsatz)
- Montagu Harry  Proctor Beauchamp: Days of Blessing in Inland China: Being an Account of Meetings Held in the Province of Shan-si, &c.. London: Morgan & Scott, 1887.
- Stanley Peregrine Smith: China from Within. Or, The Story of the Chinese Crisis. 1901.
- Arthur Twistleton Polhill Turner: A Story Retold. „The Cambridge Seven.“ With portraits and illustrations. An Account of a mission in China. Compiled by A.T. Polhill-Turner. Morgan & Scott: London 1902.
- Dixon Eward Hoste: A prince with God: Hudson Taylor’s successor as general director of the China Inland Mission 1900-1935. Mit Phyllis Thompson; London: China Inland Mission: Agents Lutterworth Press 1949.
- William Wharton Cassels: The Claims of China on the Church of Christ. London: Church Missionary Society 1908? [Day of opportunity and the C.M.S., no. 2.]